# Sonny Kittel
Sonny Kittel (Gießen, 6 januari 1993) is een Duits voetballer die bij voorkeur als aanvallende middenvelder speelt. Hij verruilde Raków in augustus 2024 voor Grasshoppers.

## Clubcarrière

### Jeugd
Kittel speelde in de jeugd bij VfB Gießen totdat hij zesjarige leeftijd werd ontdekt door scouts van Eintracht Frankfurt. Hij doorliep alle elftallen in de onderbouw om op 28 september 2008 zijn eerste minuten te maken in de onder-17 tijdens de uitwedstrijd tegen Karlsruher SC. In het daaropvolgende seizoen (2009/10) heeft hij een groot aandeel in het kampioenschap in deze leeftijdscategorie. Met 18 doelpunten in 24 competitiewedstrijden zorgt hij er mede voor dat zijn ploeg zich plaatst voor de eindronde. In de halve finale tegen Hertha BSC maakte hij twee doelpunten waardoor er een finale plaats volgde tegen Bayer 04 Leverkusen. Deze werd na verlenging met 1-0 gewonnen waardoor Frankfurt na 19 jaar weer eens kampioen werd. Tijdens zijn successeizoen maakte hij op 18 april tijdens de 2-1 verloren uitwedstrijd tegen Waldhof Mannheim zijn eerste speelminuten in de onder-19. Hij luisterde zijn basisdebuut op met een doelpunt. Ondank verschillende aanbiedingen van andere clubs bleef hij Frankfurt trouw en ondertekende hij een contract tot 2014. In het seizoen 2011/12 maakte hij de definitieve overstap naar de senioren. 

### Eintracht Frankfurt
In de voorbereiding op het seizoen 2010/11 trainde Kittel als 17-jarige voor de eerste keer mee met de eerste selectie. Op 13 augustus 2010 maakte hij als A-junior zijn profdebuut in een uitwedstrijd in de eerste ronde van  de DFB-Pokal tegen SV Wilhelmshaven. In het met 0-4 gewonnen duel bracht trainer Michael Skibbe hem in de 84e minuut in de ploeg voor Benjamin Köhler. Twee weken later op 28 augustus maakte hij zijn Bundesliga-debuut in een thuiswedstrijd tegen Hamburger SV. Hij kwam zes minuten voor het einde in de ploeg voor Caio. Hij was hiermee met 17 jaar en 234 dagen de jongste debutant in de historie van de Zuid-Duitse club. In de rest van het seizoen 2010/11 speelde hij acht wedstrijden, waarin hij op 27 november tijdens de uitwedstrijd tegen Bayern München voor de eerste keer in de basis mocht starten. Aan het einde van het seizoen scheurde hij tijdens de training zijn kruisband. Hij moest toekijken hoe Frankfurt degradeerde naar de 2. Bundesliga. Hij stond lange tijd buitenspel en hij maakte in de 21e competitieronde in het seizoen 2011/12 op 13 februari onder de nieuwe trainer Armin Veh zijn comeback tijdens de uitwedstrijd tegen Fortuna Düsseldorf. Een week later maakte hij in de met 6-1 gewonnen thuiswedstrijd tegen stadsgenoot FSV Frankfurt zijn eerste doelpunt in het betaalde voetbal. Na een assist van Karim Matmour maakte hij in de 67e minuut de 4-0. In zijn tweede seizoen scoorde hij drie doelpunten in elf wedstrijden waardoor hij een bescheiden bijdrage had in de promotie van Frankfurt terug naar de Bundesliga.
In het seizoen 2012/13 had Kittel moeite om een basisplaats te veroveren en kwam hij tot zijn tweede zware knieblessure in april enkel als invaller binnen de lijnen. Dit keer liep hij schade aan zijn kraakbeen op. Op 12 december in het seizoen 2013/14 maakte hij zijn comeback tijdens zijn Europese debuut in de poulewedstrijd voor de Europa League tegen APOEL Nicosia uit Cyprus. In de met 2-0 gewonnen thuiswedstrijd kwam hij in de 62e minuut in de ploeg voor Tranquillo Barnetta. Kort daarop ging het in februari voor de derde keer mis met zijn knie. Ondanks alle blessureleed verlengde Frankfurt in de zomer van 2014 zijn contract tot 2016. Op de 10e speeldag van het seizoen 2014/15 maakte hij op 1 november zijn derde comeback tijdens de uitwedstrijd tegen Hannover 96. Onder trainer Thomas Schaaf lukte het hem tot zijn vierde knieblessure niet om een vaste basisspeler te worden. Op 2 mei ging het wederom mis tijdens de uitwedstrijd tegen Werder Bremen toen hij na 20 minuten spelen zonder dat een tegenstander in de buurt is zijn kruisband scheurde. Wederom volgde een lange revalidatie. In het seizoen 2015/16 keerde hij op de 23e speeldag tijdens een thuiswedstrijd tegen Schalke 04 terug op het veld. Hij speelde de rest van hij seizoen grotendeels als invaller nog zeven wedstrijd. Aan het einde van het seizoen besloot hij zijn carrière te vervolgen bij het eveneens in de Bundesliga spelende FC Ingolstadt 04.

### FC Ingolstadt 04
Op 3 juli 2016 tekende Kittel een tweejarig contract bij de voetbalclub uit Beieren. Op de 10e speeldag maakte hij tijdens de thuiswedstrijd tegen FC Augsburg op 5 november 2016 zijn eerste speelminuten. In het Audi-Sportpark bracht trainer Markus Kauczinski hem in de 78e minuut in de ploeg voor Almog Cohen. Na deze wedstrijd werd Kauczinski ontslagen. Ingolstadt bezette op dat moment de 17de en voorlaatste plaats met slechts twee punten. Hij werd opgevolgd door Maik Walpurgis onder wie Kittel geen vaste basisspeler werd. In de met 2-3 gewonnen uitwedstrijd op 5 april tegen FC Augsburg maakte hij zijn eerste doelpunt in het shirt van Ingolstadt. In de 24e minuut zetten hij zijn ploeg op een 0-1 voorsprong. Na een 1-1 gelijkspel op de voorlaatste speeldag van het seizoen 2016/17 tegen SC Freiburg degradeerde Kittel en zijn ploeg naar de 2. Bundesliga. In zijn tweede seizoen (2017/18) werd Kittel een vaste basisspeler. Ondanks tien doelpunten van zijn voet eindigde Ingolstadt in de middenmoot. Kittel kende met Stefan Leitl een nieuwe trainer en wederom was hij onomstreden en bleef hij in het seizoen (2018/19) basisspeler. Ondanks 10 doelpunten van de voet van Kittel eindigde hij met Ingolstadt op de 16e plaats waardoor play-off wedstrijden volgden tegen Wehen Wiesbaden waarbij Ingolstadt over twee wedstrijden de mindere was waarmee de Zuid-Duitse club naar de 3. Liga degradeerde. Na 90 officiële wedstrijden maakte Kittel aan het einde van het seizoen de overstap naar Hamburger SV.

### Hamburger SV
Bij de start van voorbereiding van het seizoen 2019/20 werd bekend dat Kittel transfervrij overkwam en een vierjarig contract had ondertekend bij Hamburger SV. Op 28 juli maakte zijn eerste speelminuten voor de Noord-Duitse club tijdens de thuiswedstrijd tegen Darmstadt 98. Trainer Dieter Hecking bracht hem in het Volksparkstadion in de 64e minuut in de ploeg voor Bakery Jatta. Een week scoorde hij tijdens zijn basisdebuut in de met 0-4 gewonnen uitwedstrijd tegen 1. FC Nürnberg zijn eerste doelpunt voor Die Rothosen. In de 30e minuut bracht hij uit een vrije trap de 0-2 op het scorebord in het Max-Morlock-Stadion. In zijn eerste seizoen was hij grotendeels basisspeler en eindigde hij met zijn ploeg op de vierde plaats in de 2. Bundesliga.
Met Daniel Thioune kwam in het seizoen 2020/21 een nieuw trainer. Onder de coach met met zowel de Duitse als de Senegalese nationaliteit veranderde er weinig voor Kittel. Hij bleef basisspeler en leek lange tijd met de Hamburger club op een kampioenschap af te steven. In april werd er geen wedstrijd gewonnen waardoor Thioune werd ontslagen en werd opgevolgd door clubicoon Horst Hrubesch. De voormalige Duitse international koos eveneens voor Kittel als basisspeler en gelukte om de laatste drie wedstrijden van het seizoen te winnen. Dit mocht niet baten en Hamburger SV eindigde wederom op de vierde plaats.
Zijn derde seizoen (2021/22) was onder de nieuwe trainer Tim Walter het meest succesvolle voor Kittel bij Hamburger SV. In de DFB-Pokal werd de halve finale bereikt waarin in een thuiswedstrijd met 1-3 werd verloren van SC Freiburg. Kittel stond in alle bekerwedstrijden richting deze wedstrijd op het veld. Op 25 mei speelde hij tijdens de met 4-2 gewonnen thuisduel tegen Jahn Regensburg  zijn 100ste officiële wedstrijd voor Hamburger SV. Mede door negen doelpunten van zijn voet werd de derde plaats in de competitie bereikt. Hierop volgde promotiewedstrijden tegen Hertha BSC. In de heenwedstrijd in Berlijn werd met 0-1 gewonnen door een doelpunt van Ludovit Reis. In de thuiswedstrijd werd met 0-2 verloren waardoor er wederom geen promotie volgde. Kittel speelde in beide wedstrijden de volledige 90 minuten. Een seizoen (2022/23) later speelde hij vanwege opnieuw een derde plaat wederom twee play-off wedstrijden. Deze keer was VfB Stuttgart de tegenstander. Zowel de heenwedstrijd in de MHPArena als de returnwedstrijd in Hamburg werden verloren. Aan het einde van zijn vierde seizoen kreeg hij geen nieuwe contract. Hij verruilde Hamburger SV voor de kersverse Poolse kampioen Raków.

### Raków
Op 26 juli 2023 maakte hij zijn eerste speelminuten voor de club uit de uit de Poolse stad Częstochowa. In de tweede voorronde van de Champions League tijdens de thuiswedstrijd tegen FK Qarabağ stuurde trainer Dawid Szwarga hem in de 81e minuut het veld in. Tien minuten later maakte hij zijn eerste en direct de winnende treffer in het met 3-2 gewonnen duel tegen de club uit Azerbeidzjan. Ondanks deze start lukte het hem niet om een vaste basisplaats te veroveren. In de winterstop liet hij zich voor de rest van het seizoen 2023/24 verhuren aan Western Sydney Wanderers. Na terugkomst uit Australië besloot hij Raków te verlaten en zijn loopbaan te vervolgen bij Grasshoppers.

#### Verhuur aan Western Sydney Wanderers
Op 1 februari 2023 werd bekend dat Kittel in het tweede competitiehelft voor Western Sydney Wanderers zou uitkomen. Tien dagen later maakte hij zijn eerste speelminuten bij de in 2012 opgerichte club. In de thuiswedstrijd tegen Newcastle United Jets kwam hij in de 86e minuut in de ploeg. Een paar minuten later kopte Marcelo uit Kittels hoekschop de stand op 3-3. Hetgeen tevens de eindstand was. Het lukte Kittel niet om een basisplaats te veroveren onder trainer Mark Rudan. Op 1 april maakte hij zijn eerste en enige doelpunt in het shirt van Western Sydney. In de met 1-3 gewonnen uitwedstrijd tegen Macarthur FC zette hij zijn ploeg in de 63e minuut op een 0-2 voorsprong. Kittel eindigde met zijn ploeg op de 4e plaats in de A-League Men. Aan het einde van het seizoen keerde hij terug naar Europa.

### Grasshopers
Aan het einde van de zomerse transferwindow van 2024 ondertekende Kittel een eenjarig contract met een optie voor een extra jaar. In de tweede ronde van de Zwitserse voetbalbeker in de met 0-2 gewonnen uitwedstrijd tegen FC Thun maakte hij zijn basisdebuut. Hij betaalde het vertrouwen van trainer Marco Schällibaum uit door na 34 minuten zijn eerste doelpunt te maken voor de club uit Zürich. Mede doordat Kittel in de competitie niet wist te scoren kende hij met Grasshoppers in zijn eerste seizoen (2024/25) een moeizame start van de Zwitserse Super League. Vanwege de slechte resultaten werd Schälibaum ontslagen en werd hij opgevolgd door Tomas Oral. Kittel behield onder zijn landgenoot zijn basisplaats. 

## Clubstatistieken
| Seizoen                         | Club                       | Competitie      | Competitie | Competitie | Beker | Beker | Internationaal | Internationaal | Overig | Overig | Totaal | Totaal |
| Seizoen                         | Club                       | Competitie      | Wed.       | Dlp.       | Wed.  | Dlp.  | Wed.           | Dlp.           | Wed.   | Dlp.   | Wed.   | Dlp.   |
| ------------------------------- | -------------------------- | --------------- | ---------- | ---------- | ----- | ----- | -------------- | -------------- | ------ | ------ | ------ | ------ |
| 2010/11                         | Eintracht Frankfurt        | Bundesliga      | 8          | 0          | 2     | 0     | –              | –              | 0      | 0      | 10     | 0      |
| 2011/12                         | Eintracht Frankfurt        | Bundesliga      | 11         | 3          | 0     | 0     | –              | –              | 0      | 0      | 11     | 3      |
| 2012/13                         | Eintracht Frankfurt        | Bundesliga      | 6          | 0          | 0     | 0     | –              | –              | 4      | 0      | 10     | 0      |
| 2013/14                         | Eintracht Frankfurt        | Bundesliga      | 0          | 0          | 0     | 0     | 1              | 0              | 4      | 1      | 5      | 1      |
| 2014/15                         | Eintracht Frankfurt        | Bundesliga      | 18         | 0          | 0     | 0     | –              | –              | 0      | 0      | 18     | 0      |
| 2015/16                         | Eintracht Frankfurt        | Bundesliga      | 8          | 0          | 0     | 0     | –              | –              | 0      | 0      | 8      | 0      |
| 2016/17                         | FC Ingolstadt 04           | Bundesliga      | 20         | 2          | 1     | 0     | –              | –              | 0      | 0      | 21     | 2      |
| 2017/18                         | FC Ingolstadt 04           | 2. Bundesliga   | 31         | 10         | 1     | 1     | –              | –              | 0      | 0      | 32     | 11     |
| 2018/19                         | FC Ingolstadt 04           | 2. Bundesliga   | 31         | 10         | 1     | 1     | –              | –              | 2      | 0      | 34     | 11     |
| 2019/20                         | Hamburger SV               | 2. Bundesliga   | 31         | 11         | 2     | 1     | –              | –              | 0      | 0      | 33     | 12     |
| 2020/21                         | Hamburger SV               | 2. Bundesliga   | 31         | 9          | 1     | 0     | –              | –              | 0      | 0      | 32     | 9      |
| 2021/22                         | Hamburger SV               | 2. Bundesliga   | 33         | 9          | 5     | 0     | –              | –              | 2      | 0      | 40     | 9      |
| 2022/23                         | Hamburger SV               | 2. Bundesliga   | 31         | 5          | 2     | 0     | –              | –              | 2      | 1      | 35     | 6      |
| 2023/24                         | Raków                      | Ekstraklasa     | 11         | 3          | 1     | 0     | 10             | 1              | 0      | 0      | 22     | 4      |
| 2023/24                         | → Western Sydney Wanderers | A-League Men    | 10         | 1          | 0     | 0     | –              | –              | 0      | 0      | 10     | 1      |
| 2024/25                         | Grasshoppers               | Super League    | 9          | 0          | 2     | 1     | –              | –              | 0      | 0      | 11     | 1      |
| Carrière totaal                 | Carrière totaal            | Carrière totaal | 289        | 63         | 18    | 4     | 11             | 1              | 14     | 2      | 332    | 70     |
| Bijgewerkt tot 10 december 2024 |                            |                 |            |            |       |       |                |                |        |        |        |        |

- In het seizoen 2010/11 speelde Kittel als A-junior mee in het eerste van Eintracht Frankfurt;
- In de seizoenen 2012/13 & 2013/14 speelde hij in de Regionalliga Südwest met het tweede elftal;
- In het seizoen 2018/19 speelde hij play-off wedstrijden voor FC Ingolstadt voor degradatie naar de 3. Liga;
- In de seizoenen 2021/22 & 2022/23 speelde hij play-off wedstrijden voor Hamburger SV voor promotie naar de Bundesliga

## Interlandcarrière
Kittel speelde voor diverse Duitse jeugdelftallen waarmee hij niet actief was op een eindronde. Hij speelde in totaal 22 jeugdinterlands waarin hij vier keer wist te scoren. Hij speelde in deze wedstrijden samen met onder andere Lennart Thy, Özkan Yıldırım, Leonardo Bittencourt en Alexander Schwolow.

### Duitse jeugdelftallen
Op 8 april 2009 maakte Kittel onder bondscoach Stefan Böger  zijn jeugdinterland-debuut in Duitsland –16 tijdens de vriendschappelijke wedstrijd tegen de leeftijdsgenoten van Mali. Hij kwam in de 53e minuut in de ploeg voor Luca Dürholtz. Met Duitsland –17 gelukte het hem niet om zich met zijn ploeg te kwalificeren voor het Europees Kampioenschap 2010 in Liechtenstein. In de tweede ronde van de kwalificatie strandde Duitsland in de poulefase. Hij maakte in deze leeftijdscategorie wel zijn eerste jeugdinterland-doelpunt tijdens de oefenwedstrijd met Griekenland. In het met 2-3 gewonnen uitduel maakte hij in de 61e minuut de 0-2. Op 6 februari 2013 speelde hij met Duitsland –20 zijn laatste jeugdinterland tegen Italië. 
| Jeugdinterlands van Sonny Kittel voor Duitsland () | Jeugdinterlands van Sonny Kittel voor Duitsland () | Jeugdinterlands van Sonny Kittel voor Duitsland () | Jeugdinterlands van Sonny Kittel voor Duitsland () | Jeugdinterlands van Sonny Kittel voor Duitsland () | Jeugdinterlands van Sonny Kittel voor Duitsland () |
| №                                                  | Datum                                              | Wedstrijd                                          | Uitslag                                            | Soort Wedstrijd                                    | Doelpunten                                         |
| Als speler bij Duitsland –16                       | Als speler bij Duitsland –16                       | Als speler bij Duitsland –16                       | Als speler bij Duitsland –16                       | Als speler bij Duitsland –16                       | Als speler bij Duitsland –16                       |
| -------------------------------------------------- | -------------------------------------------------- | -------------------------------------------------- | -------------------------------------------------- | -------------------------------------------------- | -------------------------------------------------- |
| 1.                                                 | 8 april 2009                                       | Mali – Duitsland                                   | 0 – 2                                              | Vriendschappelijk                                  |                                                    |
| 2.                                                 | 9 april 2009                                       | Australië – Duitsland                              | 1 – 5                                              | Vriendschappelijk                                  |                                                    |
| 3.                                                 | 11 april 2009                                      | Frankrijk – Duitsland                              | 0 – 2                                              | Vriendschappelijk                                  |                                                    |
| 4.                                                 | 13 april 2009                                      | Engeland – Duitsland                               | 2 – 1 (n.s.)                                       | Vriendschappelijk                                  |                                                    |
| Als speler bij Duitsland –17                       |                                                    |                                                    |                                                    |                                                    |                                                    |
| 1.                                                 | 17 september 2009                                  | Duitsland – Cyprus                                 | 4 – 0                                              | Vriendschappelijk                                  |                                                    |
| 2.                                                 | 22 september 2009                                  | Duitsland – Israël                                 | 7 – 0                                              | Vriendschappelijk                                  |                                                    |
| 3.                                                 | 23 oktober 2009                                    | Duitsland – Noord-Macedonië                        | 2 – 0                                              | EK-kwalificatie 2010                               |                                                    |
| 4.                                                 | 25 oktober 2009                                    | Finland – Duitsland                                | 1 – 0                                              | EK-kwalificatie 2010                               |                                                    |
| 5.                                                 | 28 oktober 2009                                    | Duitsland – Turkije                                | 2 – 1                                              | EK-kwalificatie 2010                               |                                                    |
| 6.                                                 | 12 februari 2010                                   | Griekenland – Duitsland                            | 0 – 1                                              | Vriendschappelijk                                  |                                                    |
| 7.                                                 | 14 februari 2010                                   | Griekenland – Duitsland                            | 2 – 3                                              | Vriendschappelijk                                  | Goal                                               |
| 8.                                                 | 13 maart 2010                                      | Duitsland – Georgië                                | 1 – 0                                              | Vriendschappelijk                                  |                                                    |
| 9.                                                 | 25 maart 2010                                      | Hongarije – Duitsland                              | 0 – 1                                              | EK-kwalificatie 2010                               |                                                    |
| 10.                                                | 27 maart 2010                                      | Zwitserland – Duitsland                            | 0 – 1                                              | EK-kwalificatie 2010                               |                                                    |
| 11.                                                | 30 maart 2010                                      | Servië – Duitsland                                 | 1 – 4                                              | EK-kwalificatie 2010                               | Goal                                               |
| Als speler bij Duitsland –18                       |                                                    |                                                    |                                                    |                                                    |                                                    |
| 1.                                                 | 16 november 2010                                   | Duitsland – Turkije                                | 4 – 2                                              | Vriendschappelijk                                  | Goal                                               |
| 2.                                                 | 18 november 2010                                   | Duitsland – Turkije                                | 2 – 0                                              | Vriendschappelijk                                  |                                                    |
| 3.                                                 | 22 maart 2011                                      | Duitsland – Frankrijk                              | 3 – 2                                              | Vriendschappelijk                                  | Goal                                               |
| 4.                                                 | 24 maart 2011                                      | Duitsland – Frankrijk                              | 1 – 2                                              | Vriendschappelijk                                  |                                                    |
| Als speler bij Duitsland –20                       |                                                    |                                                    |                                                    |                                                    |                                                    |
| 1.                                                 | 10 oktober 2010                                    | Duitsland – Italië                                 | 4 – 1                                              | Vriendschappelijk                                  |                                                    |
| 2.                                                 | 14 november 2012                                   | Polen – Duitsland                                  | 2 – 1                                              | Vriendschappelijk                                  |                                                    |
| 3.                                                 | 6 februari 2013                                    | Italië – Duitsland                                 | 0 – 2                                              | Vriendschappelijk                                  |                                                    |
| Bijgewerkt tot 26 december 2024                    |                                                    |                                                    |                                                    |                                                    |                                                    |

## Erelijst
| Landskampioen B-junioren Bundesliga | 1x | 2009/10 |

## Persoonlijk
Kittel is geboren in Gießen maar zijn ouders en grootouders hebben de Poolse nationaliteit.